# Xã Bristow, Quận Randolph, Arkansas
Xã Bristow (tiếng Anh: Bristow Township) là một xã thuộc quận Randolph, tiểu bang Arkansas, Hoa Kỳ. Năm 2010, dân số của xã này là 216 người.